# Origanates rostratus
Origanates rostratus là một loài nhện trong họ Linyphiidae.
Loài này thuộc chi Origanates. Origanates rostratus được James Henry Emerton miêu tả năm 1882.